# Aistė Diržytė
Aistė Diržytė (* 1977) ist eine litauische Psychologin und  Professorin am Institut für Psychologie der MRU-Universität in Vilnius.

## Leben
Nach dem Abitur an der Mittelschule absolvierte Aistė Diržytė 1995 das Bachelorstudium der Psychologie, 1997 das Masterstudium Klinische Psychologie an der Universität Vilnius (UV). Dann studierte er in der Doktorantur und promovierte 2001 zum Thema Kognitive Schemata, Krankheitsüberwindung und zelluläre Immunität onkologischer Patienten (lit. „Onkologinių pacientų kognityvinės schemos, ligos įveika ir ląstelinis imunitetas“). Ab 2002 lehrte sie an der Mykolas-Romer-Universität. Sie ist Professorin  für Psychologie. Seit 2008 leitet sie als Direktorin das Unternehmen UAB Vadybos ir psichologijos institutas.
Zu den  Forschungsgebieten und Lehrfächern gehören: Training Positive Denkfähigkeit, Organisationspsychologie, Kognitive Verhaltenstherapie (für M.A.-Studierende), Krisen- und Traumapsychologie, Wirtschaftspsychologie, Gegenwärtige Konzeption und Forschungsmethodik der Divergenz von emotionalen Ausdrucksformen und emotionalen Störungen (für Doktoranden), Psychologische Faktoren der Lebensqualität; Psychologisches Kapital; Positives organisatorisches Verhalten.
Diržytė ist Mitglied der katholischen Jugendorganisation Ateitininkai.